# Château des Perrières
Le château des Perrières est situé sur la commune de Mâcon en Saône-et-Loire, sur un coteau dominant la ville et la vallée de la Saône.

## Description
Le château a probablement été agrandi à la fin du XVIIIe siècle, à partir d'un important bâtiment central rectangulaire dont la façade sud, de 34 mètres de long, est flanquée de deux tours carrées à toits en pavillon, plus élevées d'un niveau éclairé par des oculus, et auxquelles s'appuient des pavillons à un étage formant ailes en retour d'équerre sur les façades latérales. Cette façade sud est couronnée d'un grand fronton plus haut que la toiture à deux versants dont il dissimule le pignon. Une tour carrée se détache au centre de la façade nord, qu'une aile prolonge vers l'est.
Sous le bâtiment, se trouve une cave d'environ 400 mètres carrés dont les voûtes d'arêtes retombent sur des piles carrées.
Le château est une propriété privée et ne se visite pas.
Depuis plusieurs années, il sert de cantine au groupement scolaire des Perrières situé dans le parc avoisinant, et accueille également les activités d'associations pour le troisième âge.

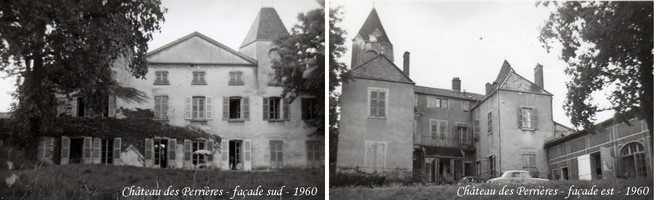
Vues du château.

## Histoire

### Origines
Entre le XIVe siècle et le XVIIIe siècle, un château est édifié, vraisemblablement par l'une des nombreuses familles juives installées dans la région

### Famille Parseval
- 1828 : le domaine entre dans la famille Parseval, à la suite du mariage entre Félicité-Berthille Benon de Vosgines (1802 - 1853) et Jules-Alexandre de Parseval-Grandmaison (1795 - 1876), fils du poète François-Auguste de Parseval-Grandmaison et neveu du mathématicien Marc-Antoine Parseval
- 1854 : mariage de Louise-Henriette de Parseval-Grandmaison (1829 - 1915), fille des précédents, avec Georges de Parseval (1830 - 1896)
- 1938 : le "marquis" de Parseval de Foudras vend l'ensemble à Marthe Billion du Rousset (1874 - 1960), veuve d'Henri-Pie de Parseval (1874 - 1930)
- époque contemporaine : propriété des enfants des précédents, Pierre-Georges-Émile de Parseval (1907 - 1989), la comtesse de Hennezel d'Ormois et la baronne de Sancy de Rolland

## Héraldique
Parseval : D'argent, au pal de sable, chargé de trois étoiles d'argent

## Annexe